# Milford, Wiltshire
Milford är en stadsdel i Salisbury, i civil parish Salisbury, i distriktet Wiltshire, i grevskapet Wiltshire, i England. Milford var en civil parish 1866–1894 när blev den en del av Milford Within och Milford Without. Civil parish hade 3 989 invånare år 1891. Milford var en civil parish 1904–1905 när blev den en del av New Sarum. Byn nämndes i Domedagsboken (Domesday Book) år 1086, och kallades då Meleford.